# متوسط التكلفة الثابتة

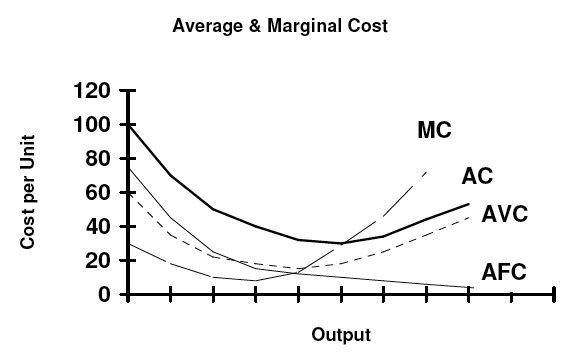
تحليل منحنيات التكلفة قصيرة المدى في سوق المنافسة الكاملة – العلاقة بين التكاليف المتوسطة والإنتاج

في علم الاقتصاد، يُعرف متوسط التكلفة الثابتة، ويرمز له بالرمز AFC ،بأنه نصيب الوحدة المنتجة من التكاليف الثابتة، يُحسب عن طريق قسمة إجمالي التكاليف الثابتة للإنتاج FC على الكمية الانتاج Q.
{\displaystyle AFC={\frac {FC}{Q}}}
بحيث أن FC يرمز إلى التكلفة الثابتةو Q ترمز إلى كمية الإنتاج.
تجدر الإشارة إلى أن التكاليف الثابتة هي التكاليف المرتبطة بعناصر الإنتاج الثابتة، مثل المباني والمنشآت وتكاليف الآلات، أي أنها تمثل التكاليف الكلية حتى عندما يكون حجم الإنتاج صفرًا. لذلك، لا تتغير التكاليف الثابتة بتغير حجم الإنتاج
لاحظ أن التكاليف الثابتة هي التكاليف المرتبطة بعناصر الإنتاج الثابتة، مثل المباني والمنشآت وتكاليف الآلات، أي أنها تمثل التكاليف الكلية حتى عندما يكون حجم الإنتاج صفرًا. لذلك، لا تتغير التكاليف الثابتة بتغير حجم الإنتاج.
على العكس، هناك علاقة عكسية بين متوسط التكلفة الثابتة وحجم الإنتاج، حيث يتناقص متوسط التكلفة الثابتة مع زيادة كمية الإنتاج. ويرجع ذلك إلى ثبات البسط (التكاليف الثابتة) في المعادلة، بينما يزداد المقام (حجم الإنتاج)، مما يؤدي إلى انخفاض قيمة الكسر.
وعند جمع متوسط التكلفة الثابتة AFCمع متوسط التكلفة المتغيرة AVC، نحصل على متوسط التكلفة الكلية ATC:
{\displaystyle ATC=AVC+AFC}

## الشرح

### المثال 1
افترض أن شركة تنتج الملابس. عندما تتغير كمية الإنتاج من 5 قمصان إلى 10، تظل التكلفة الثابتة عند 30 دولارًا. في هذه الحالة، يكون متوسط التكلفة الثابتة لإنتاج 5 قمصان هو 30 دولارًا مقسومة على 5، أي 6 دولارات لكل قميص. بمعنى آخر، عندما يُنتَج 5 قمصان، فإن التكلفة الثابتة البالغة 30 دولارًا تتوزع لتُصبح 6 دولارات لكل قميص. وبالمثل، فإن متوسط التكلفة الثابتة لإنتاج 10 قمصان يكون 3 دولارات، ناتجة عن قسمة 30 دولارًا على 10 قمصان.

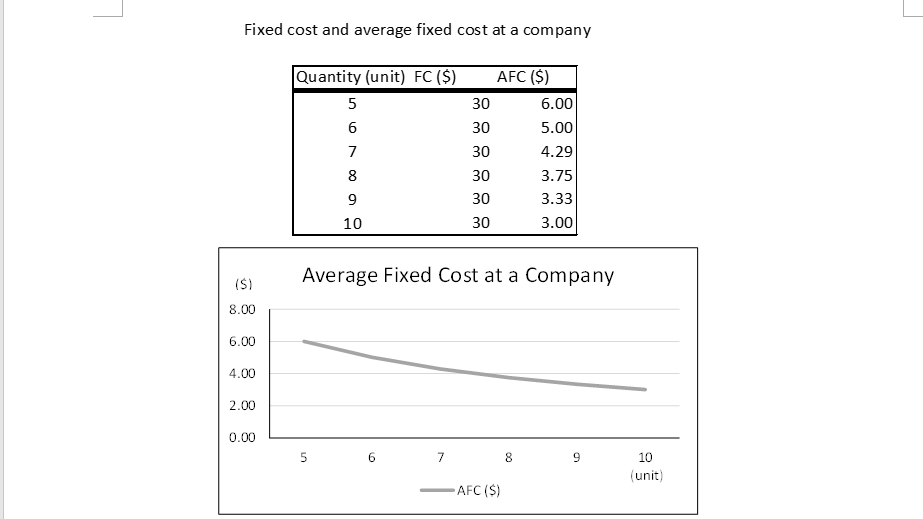
جدول ورسم بياني لمتوسط التكلفة الثابتة

### المثال 2
في المثال الأول، لم تتوفر معلومات حول متوسط التكلفة الإجمالية ومتوسط التكلفة المتغيرة. إذا كانت الشركة تعرف متوسط التكلفة الإجمالية ومتوسط التكلفة المتغيرة، فمن الممكن التوصل إلى نفس النتيجة كما في المثال الأول.
نظرًا لأن متوسط التكلفة الإجمالية يساوي مجموع متوسط التكلفة المتغيرة ومتوسط التكلفة الثابتة، فإن متوسط التكلفة الثابتة يساوي متوسط التكلفة الإجمالية مطروحًا منه متوسط التكلفة المتغيرة. على سبيل المثال، إذا كان إنتاج 5 قمصان يولد متوسط تكلفة إجمالية قدرها 11 دولارًا ومتوسط تكلفة متغيرة قدرها 5 دولارات، فإن متوسط التكلفة الثابتة سيكون 6 دولارات.
وبالمثل، إذا أنتجت الشركة 10 قمصان، وكان متوسط التكلفة الإجمالية 10 دولارات ومتوسط التكلفة المتغيرة 7 دولارات، فإن متوسط التكلفة الثابتة في هذه الحالة سيكون 3 دولارات
وبالمثل، إذا أنتجت الشركة 10 قمصان، وكان متوسط التكلفة الإجمالية 10 دولارات، ومتوسط التكلفة المتغيرة 7 دولارات، فإن متوسط التكلفة الثابتة في هذه الحالة يكون 3 دولارات.